# Castillo de Monforte del Cid
Los restos del castillo de Monforte del Cid se encuentran en la localidad del mismo nombre en el Vinalopó Medio provincia de Alicante (España), se encuentran formando parte de la actual iglesia parroquial. 

## Características
Aunque no existen datos fiables sobre la fecha de construcción del castillo, se sabe que a principios del siglo XVI ya había perdido sus funciones defensivas, por el que parte de él fue convertido en iglesia parroquial, desapareciendo el resto. 
Son muy escasos los vestigios que han quedado de esta fortaleza, entre ellos algunos restos de murallas adosadas al templo parroquial.
- Datos: Q6748446